# Korosno
Korosno (ukr. Коросно) – wieś na Ukrainie, w obwodzie lwowskim, w rejonie lwowskim, w hromadzie Przemyślany, nad Białym Potokiem. W 2001 roku liczyła 1026 mieszkańców. 